# Philippe Bordeyne
Philippe Bordeyne (Parigi, 21 dicembre 1959) è un presbitero e teologo francese, dal 1º settembre 2021 preside del Pontificio istituto teologico "Giovanni Paolo II" per le scienze del matrimonio e della famiglia di Roma.

## Biografia
Figlio di un bancario e di una medica del lavoro, è cresciuto nella periferia di Parigi. Ha scoperto la Bibbia al liceo sperimentale di Sèvres dove ha ottenuto il diploma di maturità.
Dopo aver frequentato i corsi preparatori al Liceo privato "Sainte-Geneviève", nel 1981 ha conseguito la laurea presso l'École des hautes études commerciales di Parigi. Selezionato con altri tre studenti per prendere parte a un programma di management internazionale, per alcuni mesi ha studiato alla London Business School e poi all'Università di New York. Dal 1981 al 1983 ha lavorato come insegnante presso il Liceo "Santa Giovanna d'Arco" a Nkongsamba, in Camerun.
Ha poi intrapreso gli studi di teologia in seminario e nel 1988 è stato ordinato presbitero per la diocesi di Nanterre. Nel 1989 ha conseguito la maîtrise ed è diventato assistente didattico presso l'Institut catholique di Parigi. Nel 1992 è diventato assistente. Nel 1995 ha lasciato per un anno gli studi all'Università di Tubinga per preparare la sua tesi. Nel 1996 è stato promosso a maestro-assistente.
Nel 2001 ha conseguito il dottorato discutendo la tesi L'angoisse comme composante de la question morale: contribution à une compréhension renouvelée de la constitution pastorale Gaudium et spes du Concile Vatican II, redatto sotto la supervisione di Joseph Doré e Michel Meslin, e assegnato congiuntamente dall'Institut catholique di Parigi per la teologia e dall'Università di Parigi-Sorbona per la storia delle religioni e l'antropologia religiosa. L'anno successivo è divenuto professore ordinario di teologia morale all'Institut catholique.
Dal 1989 al 2000 ha prestato servizio come cappellano nelle scuole superiori e nei collegi di Lakanal e Marie Curie di Sceaux, poi presso l'ENS di Fontenay-Saint-Cloud e infine presso il liceo pubblico e il college di Saint-Cloud. Presso la diocesi di Nanterre è stato anche delegato per la pastorale della famiglia e la vita dal 2001 al 2006 e responsabile della preparazione al matrimonio dal 2001 al 2011.
Nel 2006 è stato eletto decano della Facoltà di teologia e scienze religiose dell'Institut catholique di Parigi, ufficio che ha ricoperto fino al 2011, quando è stato nominato rettore dello stesso Istituto.
Il 19 marzo 2021 monsignor Vincenzo Paglia, gran cancelliere del Pontificio Istituto Teologico "Giovanni Paolo II" per le Scienze del matrimonio e della famiglia di Roma, ha annunciato la nomina di monsignor Philippe Bordeyne a preside dello stesso. È anche membro del consiglio direttivo della Pontificia accademia per la vita.
Oltre agli incarichi accademici, è stato anche presidente della Conferenza dei Presidi delle Facoltà Canoniche di Francia dal 2006 al 2009; presidente della Conferenza Internazionale delle Istituzioni Teologiche Cattoliche dal 2008 al 2011; membro del consiglio di amministrazione della Federazione Internazionale delle Università Cattoliche dal 2009 al 2012; presidente dell'Unione degli Istituti Cattolici di Istruzione Superiore dal 2013 al 2016 e di nuovo dal 2019; membro del comitato consultivo per l'istruzione superiore privata del Ministero dell'Università e della Ricerca della Repubblica Francese e co-titolare del bollettino di teologia morale Recherches de science religieuse.
Il 24 novembre 2011 papa Benedetto XVI lo ha nominato cappellano di Sua Santità.
Ha preso parte come esperto alla XIV assemblea generale ordinaria del Sinodo dei vescovi che ha avuto luogo nella Città del Vaticano dal 4 al 25 ottobre 2015 sul tema "La vocazione e la missione della famiglia nella Chiesa e nel mondo contemporaneo"  e alla XV assemblea generale ordinaria del Sinodo dei vescovi che ha avuto luogo nella Città del Vaticano dal 3 al 28 ottobre 2018 sul tema "I giovani, la fede e il discernimento vocazionale".
Nel 2016 il cardinale André Vingt-Trois lo ha nominato canonico onorario della basilica cattedrale metropolitana di Notre-Dame a Parigi.
Come teologo, è specialista in teologia morale, ecumenismo ed ermeneutica teologica del Concilio Vaticano II. È anche il fondatore della collana "théologie à l'université" (DDB-ICP).